# Ernst Vijlbrief

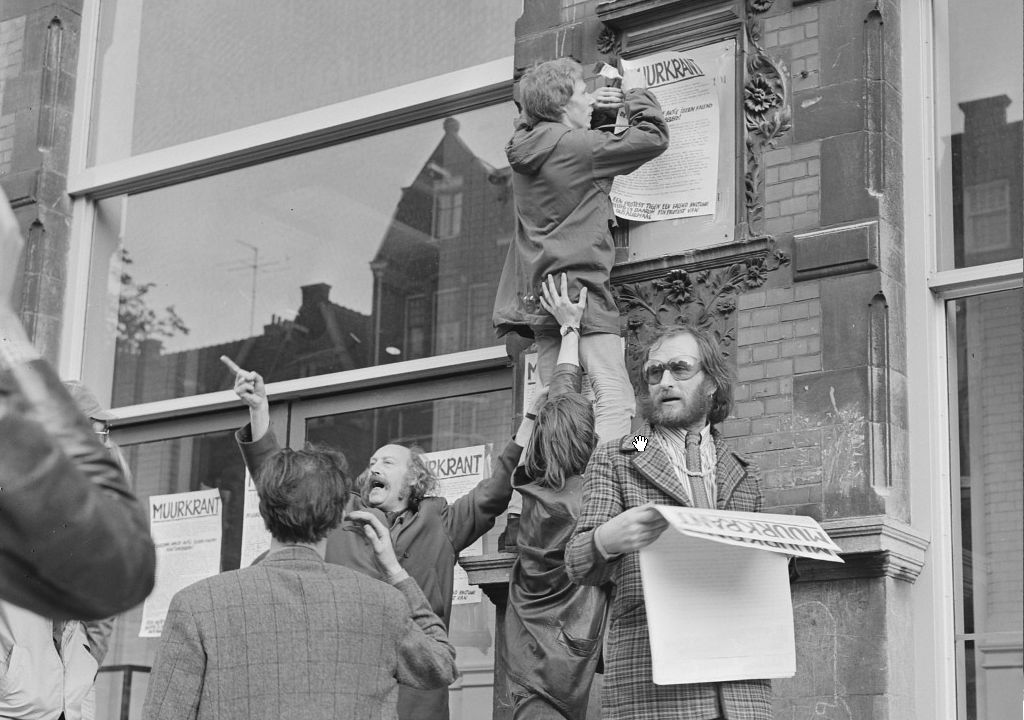
Protestactie muurkrant Stedelijk Museum, 1969

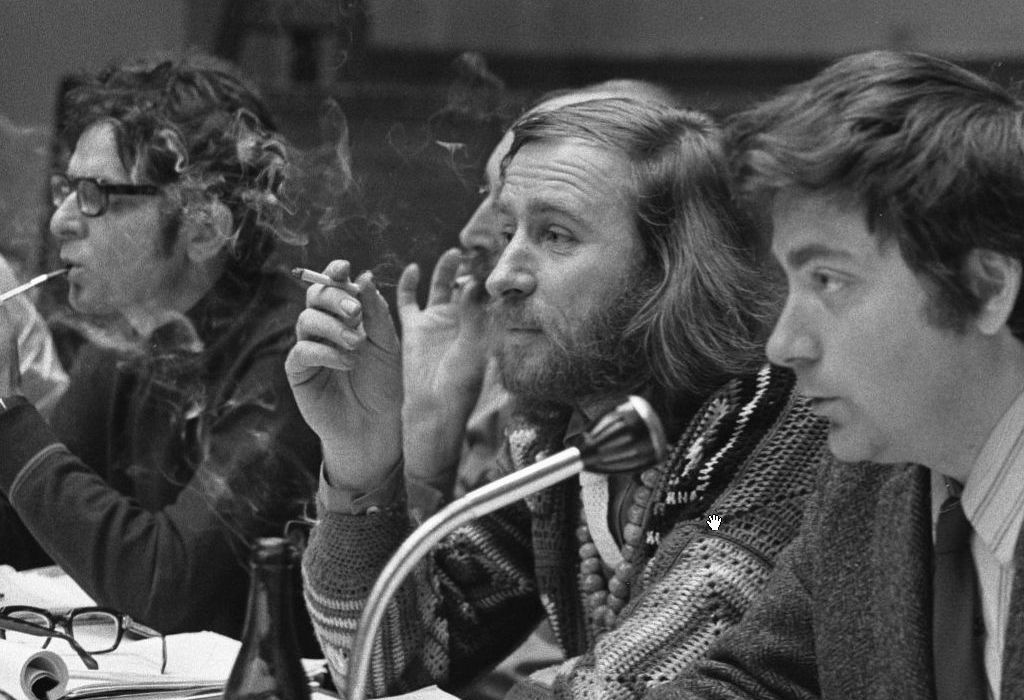
Betuursvergadering BBK, 1969

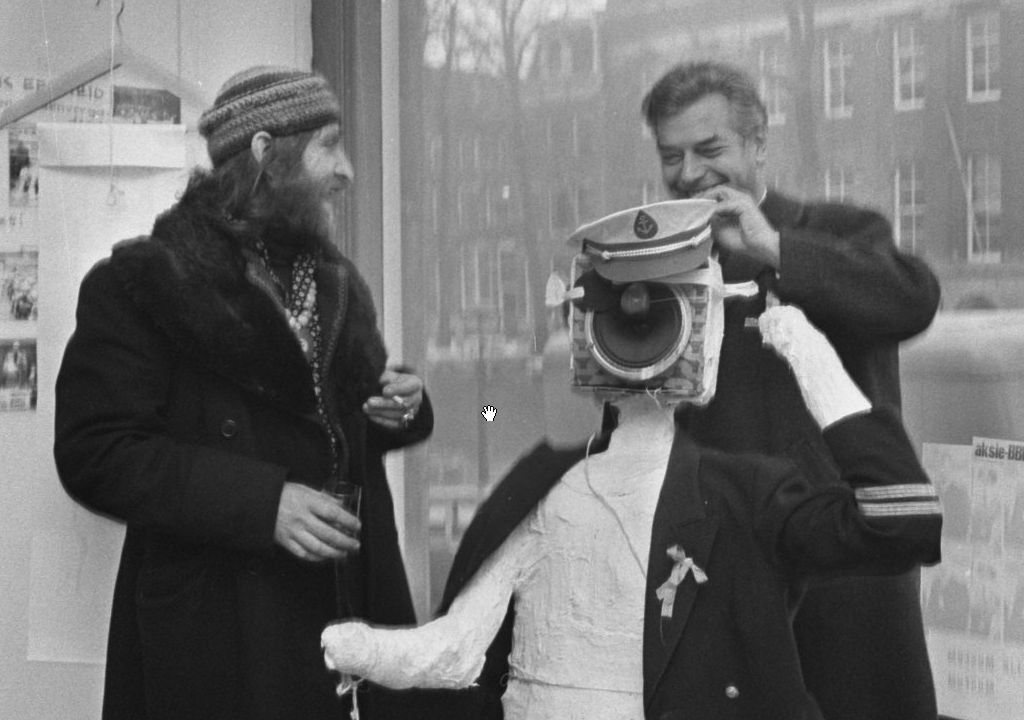
Vijlbrief, De Kapitein en Edy de Wilde, 1970

Ernst Vijlbrief (Utrecht, 25 november 1934 – Amsterdam, 27 december 2010) was een Nederlands beeldend kunstenaar en bestuurslid van meerdere kunstenaarsverenigingen waaronder de Beroepsvereniging van Beeldende Kunstenaars.

## Leven en werk
Vijlbrief kreeg zijn opleiding aan het Instituut voor Kunstnijverheidsonderwijs in Amsterdam en aan de Academia di Porta Romana in Florence (1956-1959). Hij werkte eind jaren 50 op Ibiza en in Parijs. Begin februari 1961 trouwde hij met Sylvia Sluyter,  dochter van de Amsterdamse kunstschilder Gerard Sluyter en voormalig geliefde van Lucebert.
In 1961 nam hij deel aan de groepsexpositie Jongere Nederlandse schilders, beeldhouwers en architekten: Liga Nieuw Beelden in het Stedelijk Museum in Amsterdam en in hetzelfde jaar ontstond in samenwerking met de dichter Simon Vinkenoog de uitgave Spel en Nederlaag bij de Posthoorn in Den Haag. Rond 1965 gaf hij gastcolleges aan de Ravensbourne College of Art in Londen.

## Acties
Hij maakte in de jaren jaren 60 in Amsterdam deel uit van de provo-generatie en was betrokken bij happenings, zoals van het deskundologisch laboratorium met onder andere Jasper Grootveld, Theo Kley, Max Reneman en Aad Veldhoen, fotografisch vastgelegd door Cor Jaring. Hij was al in de jaren 50 actief bij het Genootschap Kunstliefde in Utrecht en engageerde zich eind jaren 60 als bestuurslid van de Beroepsvereniging van Beeldende Kunstenaars (BBK) in Amsterdam. Hij nam in 1969 deel aan 'BBK-akties', zoals die waarbij muurkranten geplakt werden aan de ingang van het Stedelijk Museum. Ook acteerde hij in het 'TV-spel van 4 uur': Nee Wereld, Ja Wereld; Regering en avant-garde van het gefingeerde Oostblokland Oritle. Hij was mede-oprichter van het Kietsjkonservaatooriejum. In 1973 was hij met Bob Bonies mede-oprichter van de Bond van Beeldende Kunstarbeiders (BBKA) gevestigd in Utrecht.
Van 1974 tot 1989 was hij als docent verbonden aan de AKI te Enschede. In 1975 was hij initiatiefnemer van het kunstenaarscollectief Universal Moving Artists dat tentoonstelde in de 'nieuwe vleugel' van het Stedelijk Museum. Later speelde hij een vooraanstaande rol bij de oprichting van de Stichting Samenwerkende Amsterdamse Kunstenaarsverenigingen (SAK). Zijn werk onder andere was onder andere te zien tijdens de ateliertoonstellingen Openbare werken in Ruigoord. Hij interesseerde zich voor Oosterse filosofie en Chinese schilderkunst en hij gaf lessen als tai chi-leraar.

## Thema en stijl
Hij maakte onder andere landschappen en zelfportretten. Hij werkte in verschillende technieken zoals: tekening, aquarel, collage, gouache, Oost-Indische inkt, olieverf en grafiek: etsen. Hij maakte ook kalligrafische improvisaties op papier.
Zijn schilderstijl in de jaren 50 is expressionistisch, aansluitend bij die van Cobra, bijvoorbeeld het doek Nagasaki (1960).
Rond 1968 maakte hij series figuratieve tekeningen.
In 1970 maakte hij het beeld De Kapitein, een toespeling op Edy de Wilde als directeur van het Stedelijk Museum, dat werd getoond in Galerie Kristiaan in Amsterdam.
In 1971 schilderde hij grote abstracte doeken met geometrische mandala's.

## Musea
Zijn werk is opgenomen in onder andere de collecties van het Stedelijk Museum te Amsterdam, het Cobramuseum te Amstelveen en het Stedelijk Museum Schiedam.

## Voetnoten
- International Standard Name Identifier: 0000 0003 8782 2818
- Nederlandse Thesaurus van Auteursnamen: 068633505
- RKD-Nederlands Instituut voor Kunstgeschiedenis: 80998
- Union List of Artist Names: 500112944
- Virtual International Authority File: 280850623
- WorldCat: E39PBJmxRdfFmgqVbHgpRW8wG3